# Бютт-де-Морт (Вісконсин)
Бютт-де-Морт (англ. Butte des Morts) — переписна місцевість (CDP) в США, в окрузі Віннебаґо штату Вісконсин. Населення — 1005 осіб (2020).

## Географія
Бютт-де-Морт розташований за координатами 44°6′23″ пн. ш. 88°39′26″ зх. д. / 44.10639° пн. ш. 88.65722° зх. д. (44.106260, -88.657269).  За даними Бюро перепису населення США в 2010 році переписна місцевість мала площу 3,22 км², з яких 3,17 км² — суходіл та 0,05 км² — водойми.

## Демографія
Згідно з переписом 2010 року, у переписній місцевості мешкали 962 особи в 367 домогосподарствах у складі 273 родин. Густота населення становила 298 осіб/км².  Було 396 помешкань (123/км²).
Расовий склад населення:
| - 98,3 % — білих - 0,5 % — чорних або афроамериканців - 0,2 % — азіатів - 0,1 % — корінних американців |

До двох чи більше рас належало 0,7 %. Частка іспаномовних становила 1,0 % від усіх жителів.
За віковим діапазоном населення розподілялося таким чином: 26,9 % — особи молодші 18 років, 60,9 % — особи у віці 18—64 років, 12,2 % — особи у віці 65 років та старші. Медіана віку мешканця становила 41,9 року. На 100 осіб жіночої статі у переписній місцевості припадало 96,7 чоловіків;  на 100 жінок у віці від 18 років та старших — 97,5 чоловіків також старших 18 років.
Середній дохід на одне домашнє господарство  становив 74 070 доларів США (медіана — 66 111), а середній дохід на одну сім'ю — 89 808 доларів (медіана — 82 500). За межею бідності перебувало 2,9 % осіб, у тому числі 0,0 % дітей у віці до 18 років та 3,5 % осіб у віці 65 років та старших.
Цивільне працевлаштоване населення становило 417 осіб. Основні галузі зайнятості: освіта, охорона здоров'я та соціальна допомога — 23,5 %, виробництво — 21,6 %, роздрібна торгівля — 9,1 %, транспорт — 8,9 %.